# Contemporary Classic Motor Car Company

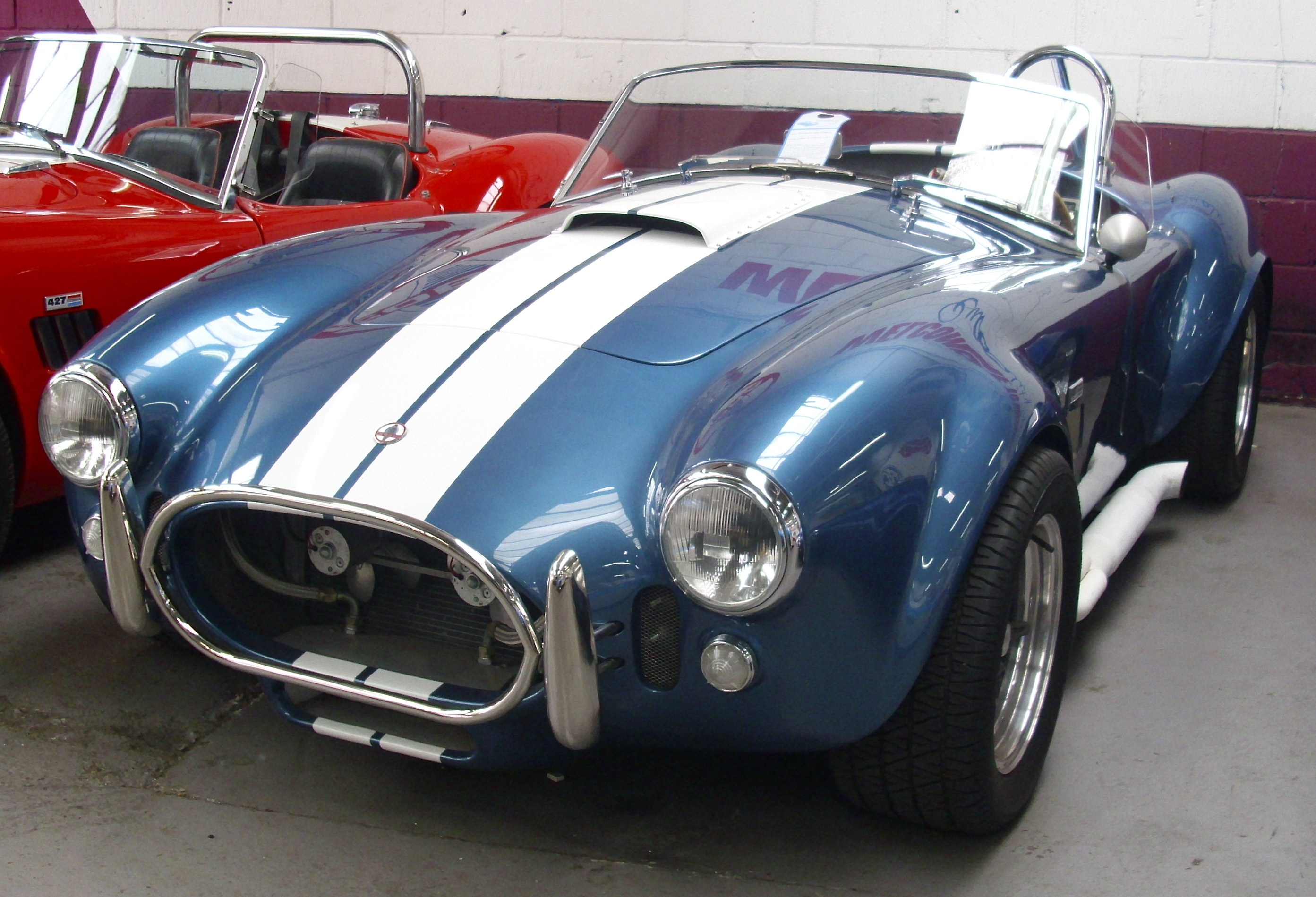
Contemporary Cobra

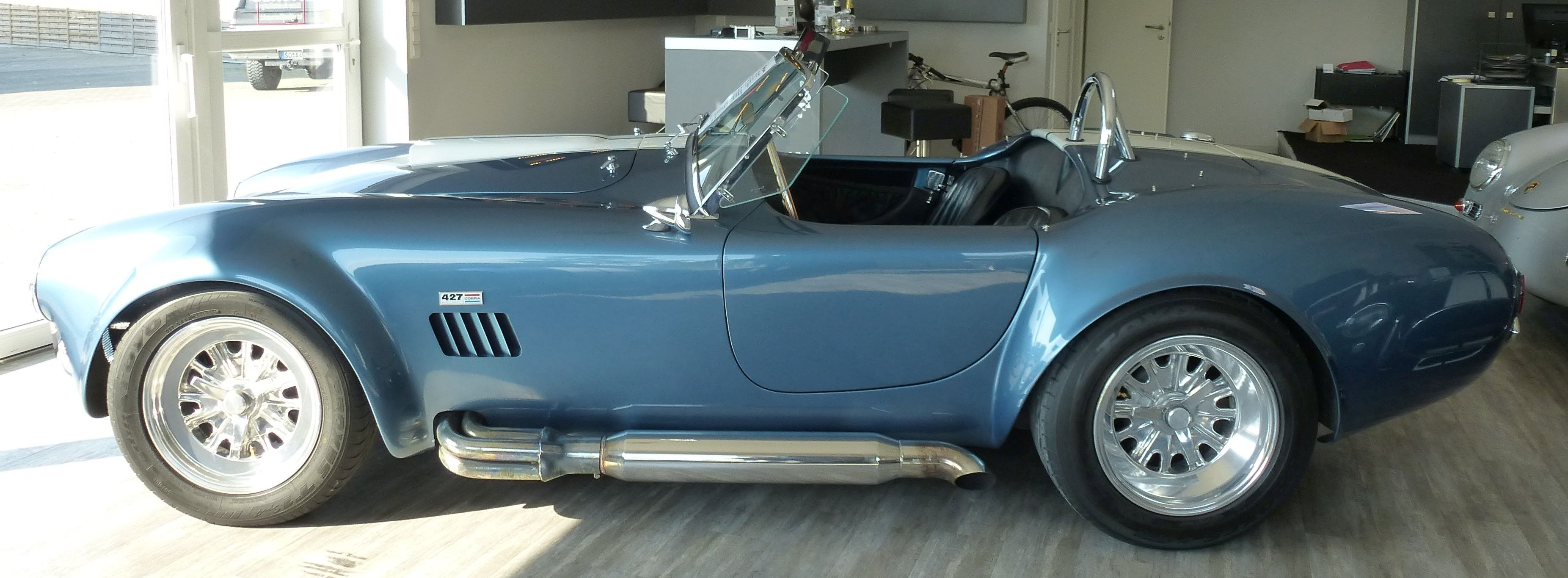
Seitenansicht

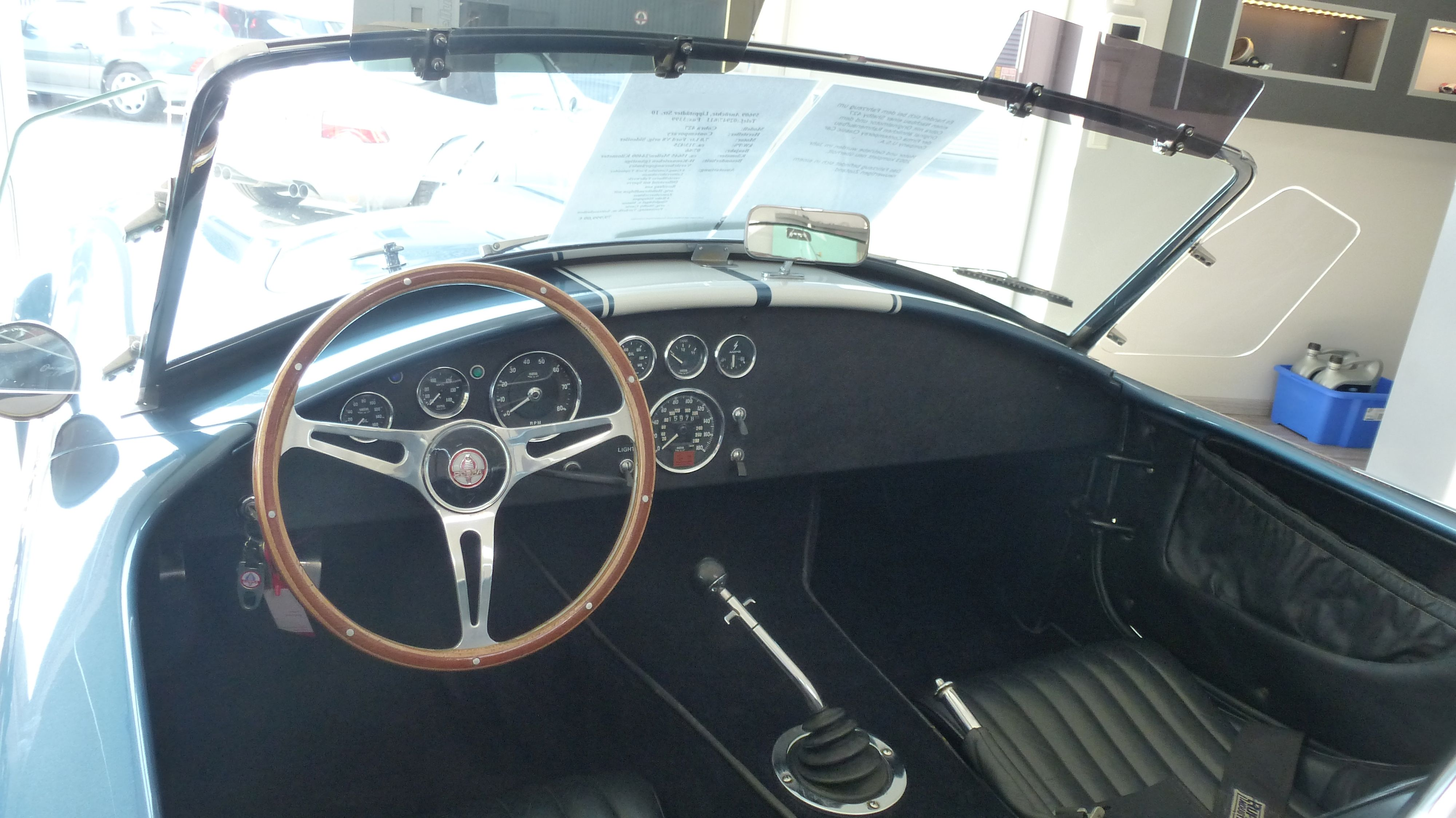
Interieur

Contemporary Classic Motor Car Company war ein US-amerikanischer Hersteller von Automobilen.

## Unternehmensgeschichte
Peter E. Bayer gründete das Unternehmen. Als Datum ist der 31. Januar 1980 überliefert. Der Sitz war zunächst in Mount Vernon im Staat New York und später in Mamaroneck im gleichen Staat. Die Produktion von Automobilen begann. Der Markenname lautete Contemporary, möglicherweise mit Zusatz Classic. Bis 1981 entstanden bereits 80 Fahrzeuge. Toy Store Classics GmbH aus München bot die Fahrzeuge in Deutschland an. 1995 endete die Produktion. Am 27. Juni 2001 wurde das Unternehmen aufgelöst.

## Fahrzeuge
Das erste Modell war die Nachbildung des AC Cobra. Die Radaufhängungen kamen vom Jaguar E-Type. Verschiedene V8-Motoren von Ford mit 6300 cm³ Hubraum bis 7100 cm³ Hubraum trieben die Fahrzeuge an. Die offene Karosserie bot Platz für zwei Personen.
1985 ergänzte der Nachbau des AC Cobra Daytona Coupé das Sortiment. Technisch gab es keine Unterschiede zum Roadster.
1994 folgte der GT Roadster. Dies war die Nachbildung des offenen Ferrari 365 GTB/4. Dazu wurde das übliche Fahrgestell verlängert.